# نتن
نَتَن (بالإنجليزية: fetor)‏ في الحالات الطبية يُشير هذا المُصطلح إلى رائحة كريهة تَنبعث من الفرد، وبشكلٍ عام تكون رائحة نتِنة أو فاسدة كريهة.
أنواعُ هذه الرائحة مُحددة وتشمل:
- بخر فموي (نتن فموي)
- نتن كبدي (بخر كبدي)
- نتن يوريمي (نتن البول)
- رائحة الجسم
- نتن مستقيمي